# Uzdrowisko Cieplice

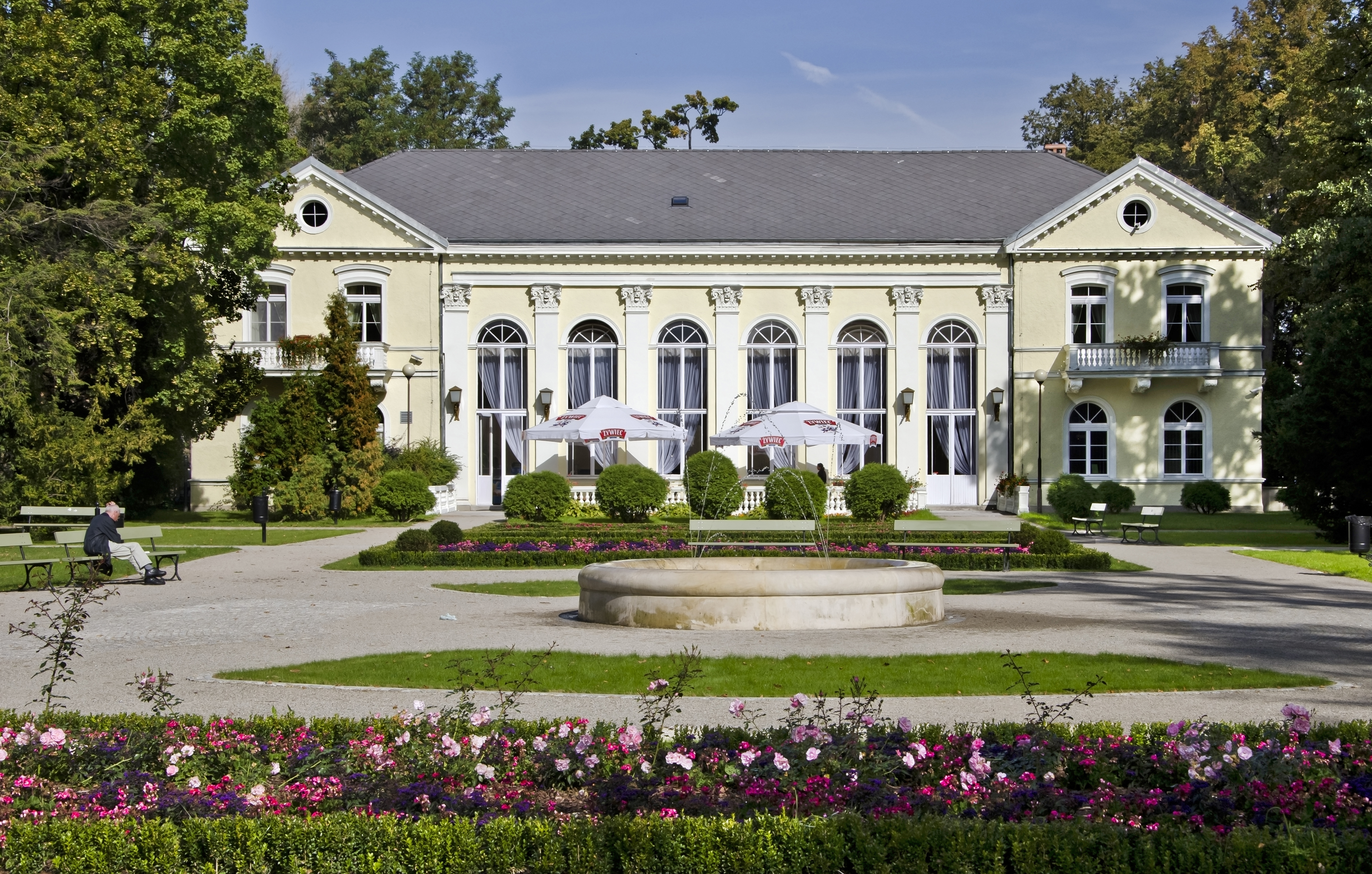
Uzdrowisko Cieplice - Paviljoen "Edward" in het Park Zdrojowy

Uzdrowisko Cieplice is een kuuroord in de gelijknamige plaats Cieplice Śląskie-Zdrój (gemeente Jelenia Góra) in het zuidwesten van Polen.
De thermale wateren uit plaatselijke bronnen en het gemineraliseerde, genezende water werden ontdekt in 1281 en zijn daarmee de oudste van Polen. Uzdrowisko Cieplice omvat in totaal zes hotels/paviljoens, een kantoorgebouw en een eigen winkel, allemaal gelegen in en rond het "Park Zdrojowy".
Door de eeuwen heen hebben veel bekende (internationale) gasten gebruikgemaakt van deze accommodaties, waaronder Marie Casimire Louise de la Grange d’Arquien (koningin van Polen in de 17e eeuw), Johann Wolfgang von Goethe in 1790, koning Frederik Willem III van Pruisen in 1800 en ook John Quincy Adams in 1800 (de latere 6e president van de Verenigde Staten). De Duitse componist Adolf von Henselt overleed tijdens zijn verblijf in Uzdrowisko Cieplice.

## Foto's

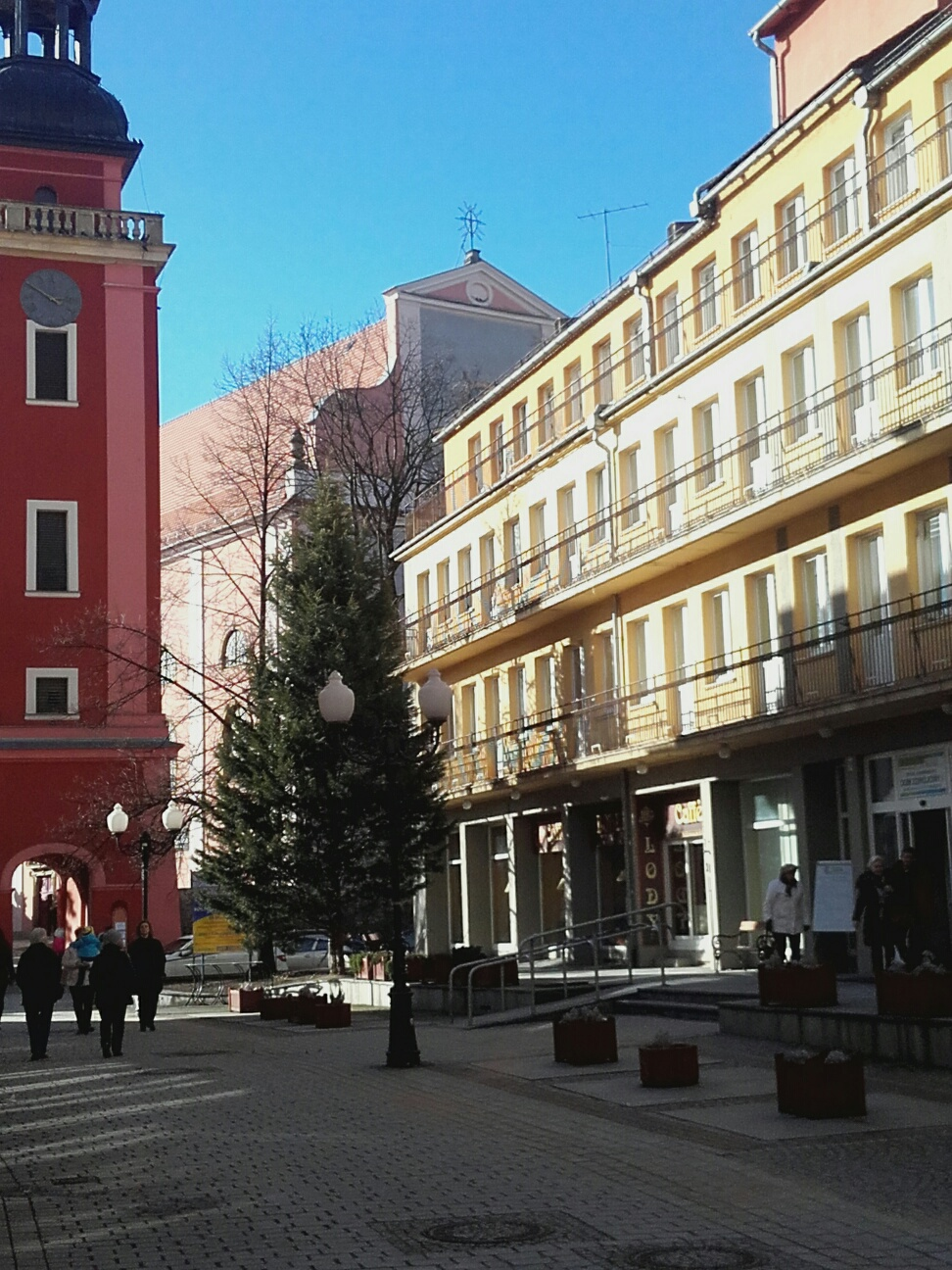
Dom Zdrojowy, hoofdgebouw van Uzdrowisko Cieplice
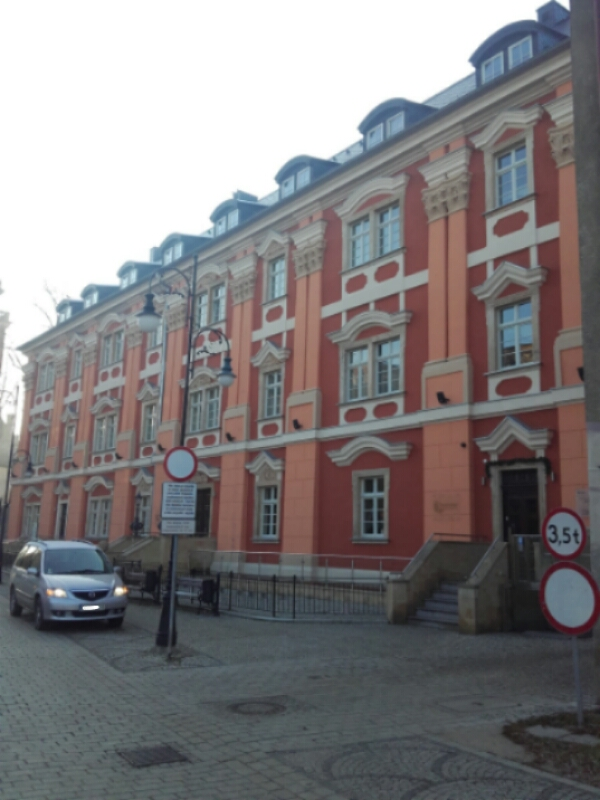
Hotel "Długi dom" (het lange huis)
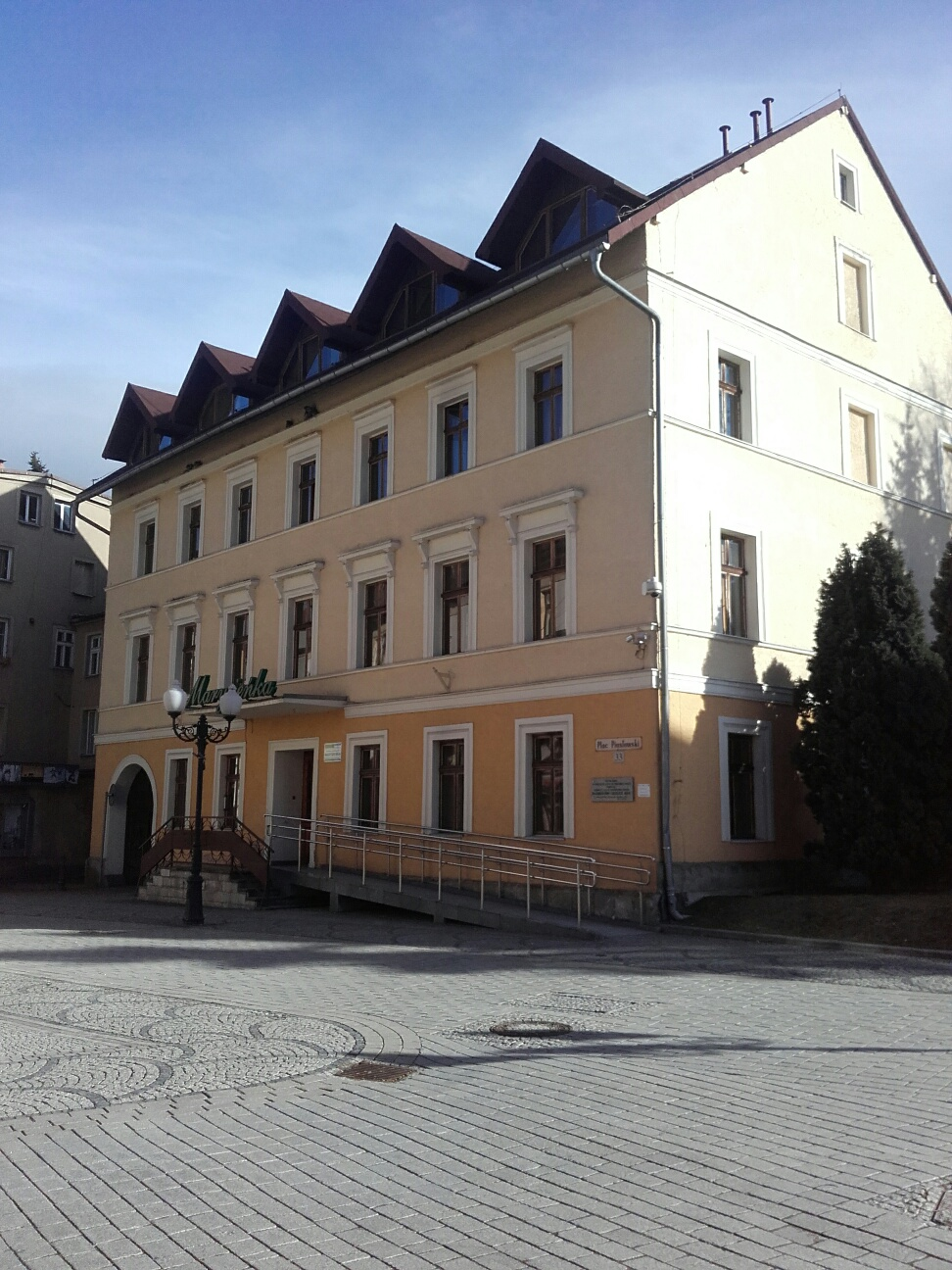
Paviljoen Marysieńka (vernoemd naar Marie Casimire Louise de la Grange d’Arquien)
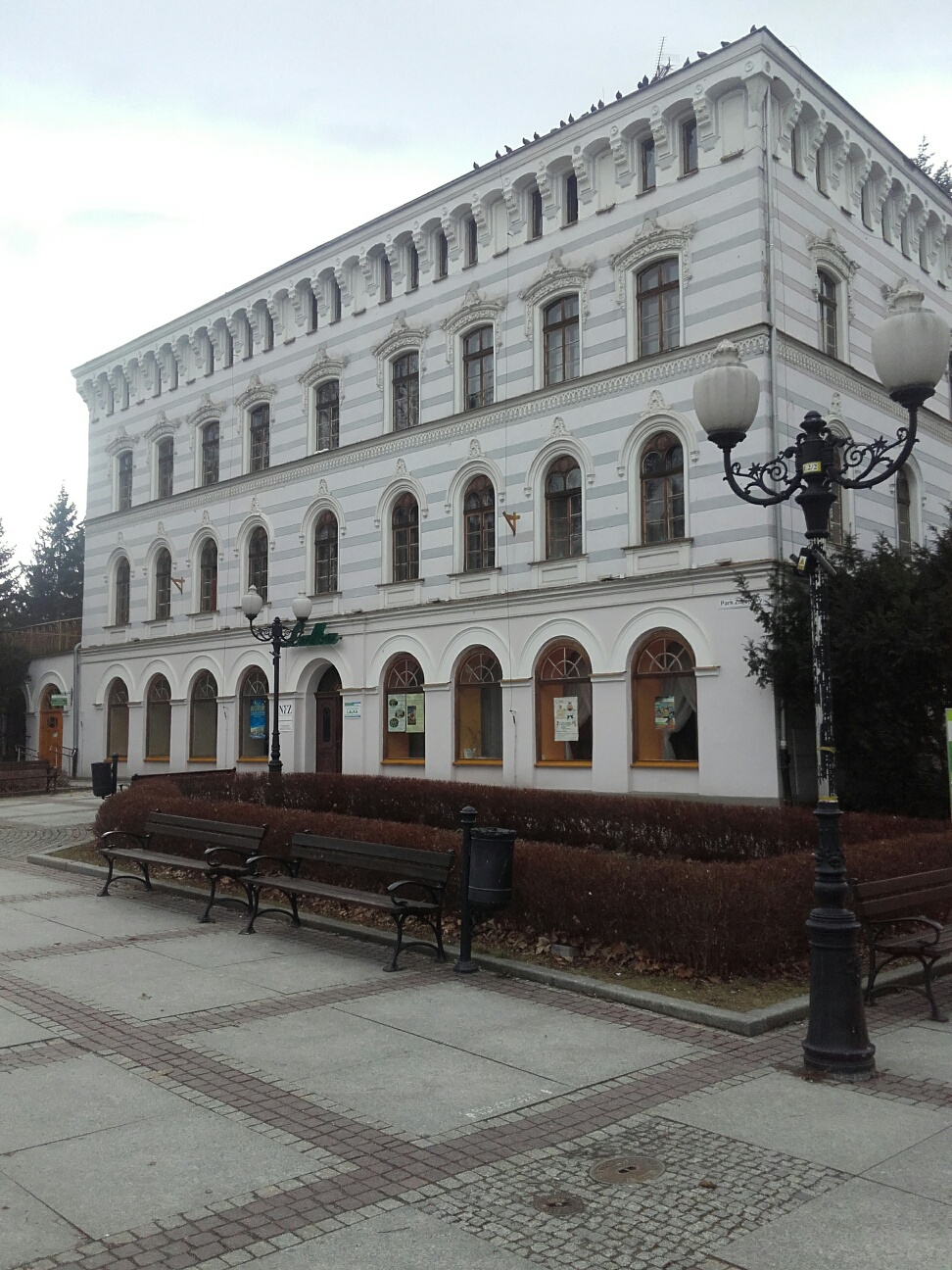
Paviljoen Lalka
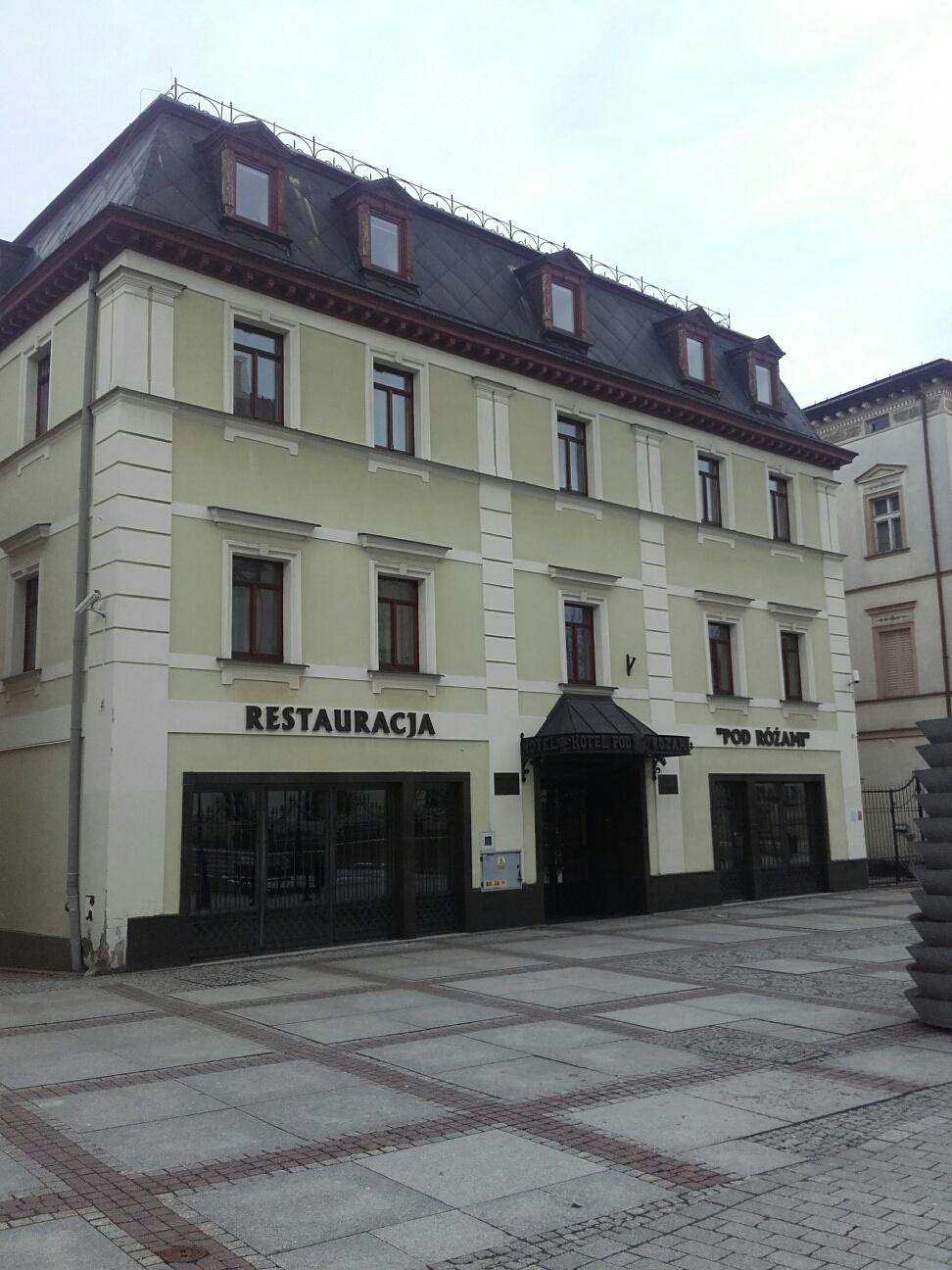
Hotel Pod Różami (sinds 2019 geen onderdeel meer van uzdrowisko Cieplice)